# Keda
Keda (in georgiano ქედა?) è una cittadina della Georgia, centro amministrativo dell'omonima municipalità, facente parte dell'Agiaria. Nel censimento del 2014 la sua popolazione contava 1.510 abitanti, mentre quella dell'intera municipalità era di circa 16.760 persone. Dista 41 km da Batumi. Nei pressi della cittadina si trovano delle sorgenti di acqua minerale.